# Peter Ďuriš
Peter Ďuriš (* 10. dubna 1981 Nemšová) je bývalý slovenský fotbalový záložník, naposledy působící v TJ Spartak Myjava.

## Fotbalová kariéra
Svou fotbalovou kariéru začal v ŠK Slovan Bratislava. Mezi jeho další angažmá patří: FK AS Trenčín, FC Spartak Trnava, FK Slovan Nemšová a TJ Spartak Myjava. Po sezoně 2012/2013 ukončil díky častým zraněním kariéru.